# BMW R 1100 GS
R 1100 GS produkowany od 1994 do 1999 roku dwucylindrowy (bokser) motocykl firmy BMW typu turystyczne enduro. Wyprodukowano ponad 43 tysiące egzemplarzy.

## Konstrukcja
Chłodzony powietrzem i olejem dwucylindrowy silnik w układzie bokser z czterema zaworami i jednym wałku rozrządu na cylinder o mocy 59 kW/80 KM. Wiele sprzedanych motocykli miało ze względów ubezpieczeniowych moc stłumioną do 58 kW/78 KM. Elektroniczne sterowanie silnikiem Bosch MA 2.1/2.2 Bosch (Motronic). Prędkość maksymalna wynosi 195 km/h. Masa zatankowanego motocykla to 243 kg. Zbiornik o pojemności 24 dm³ w pierwszym roku produkcji wykonany był z tworzywa sztucznego, a następnie metalowy. Przednie zawieszenie systemu Telelever. Zawieszenie tylne systemu Paralever z jednostronnym wahaczem. Napęd koła tylnego wałem Kardana. 
Cena na początku sprzedaży wynosiła 17 450 marek. Wyposażenie dodatkowe obejmowało system ABS, podgrzewane manetki i wiele innych.